# 10503 Johnmarks
10503 Johnmarks eller 1987 SG13 är en asteroid i huvudbältet som upptäcktes den 27 september 1987 av den belgiske astronomen Henri Debehogne vid La Silla-observatoriet. Den är uppkallad efter John Marks, grundare av Search for Common Ground (SFCG).
Den har en diameter på ungefär 4 kilometer.